# Бутан на летних Олимпийских играх 2000
Бутан принимал участие в Летних Олимпийских играх 2000 года в Сиднее (Австралия) в пятый раз за свою историю, но не завоевал ни одной медали. Бутан участвовал в одном виде спорта — стрельбе из лука. Сборную страны представляли двое стрелков из лука: 1 мужчина (Джубзанг Джубзанг — знаменосец команды Бутана) и 1 женщина (Церинг Чоден).